# Max Claus (Militärmusiker)

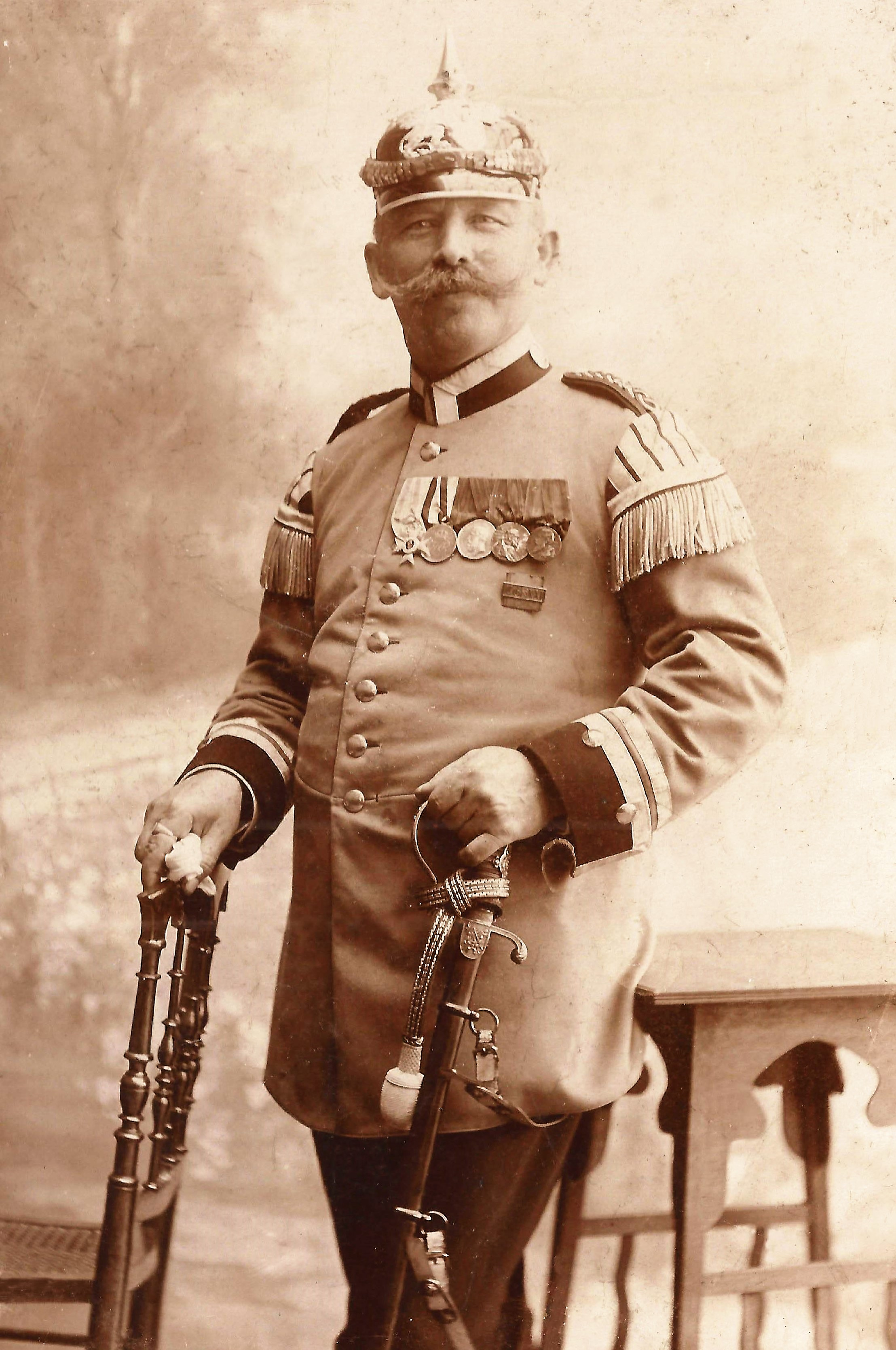
Max Claus 1910

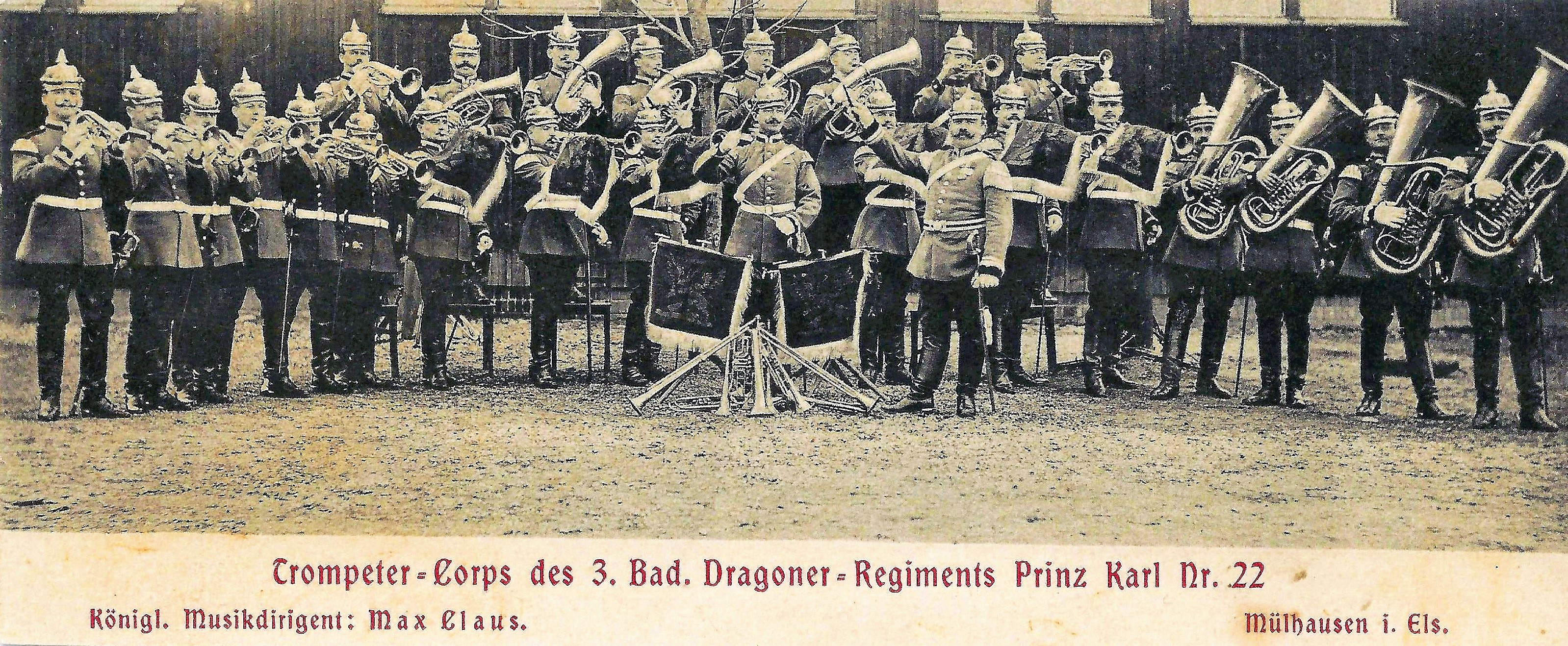
Etwa 1903

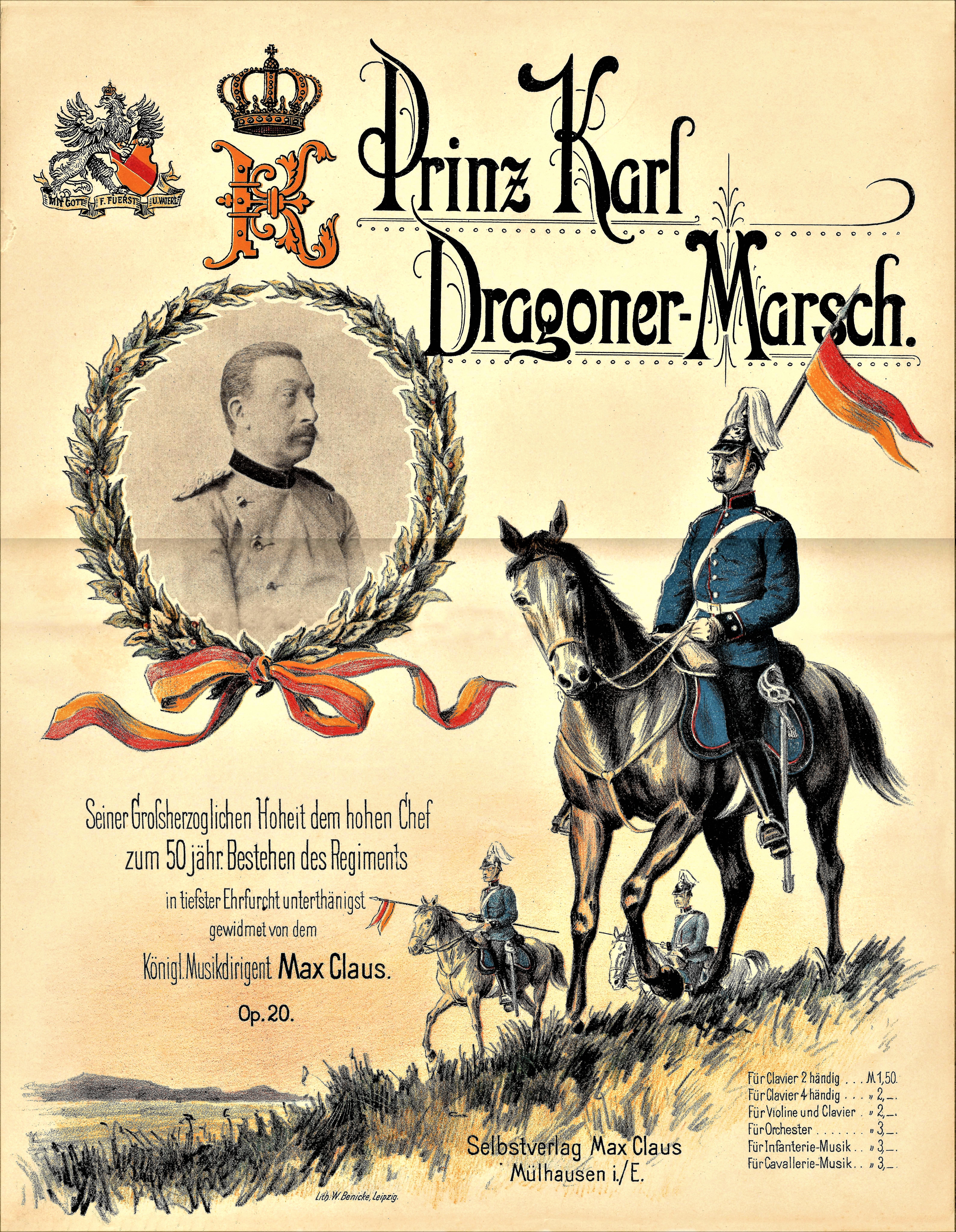
Titelseite der Noten des Prinz Karl Dragoner-Marsches (Video siehe Weblink)

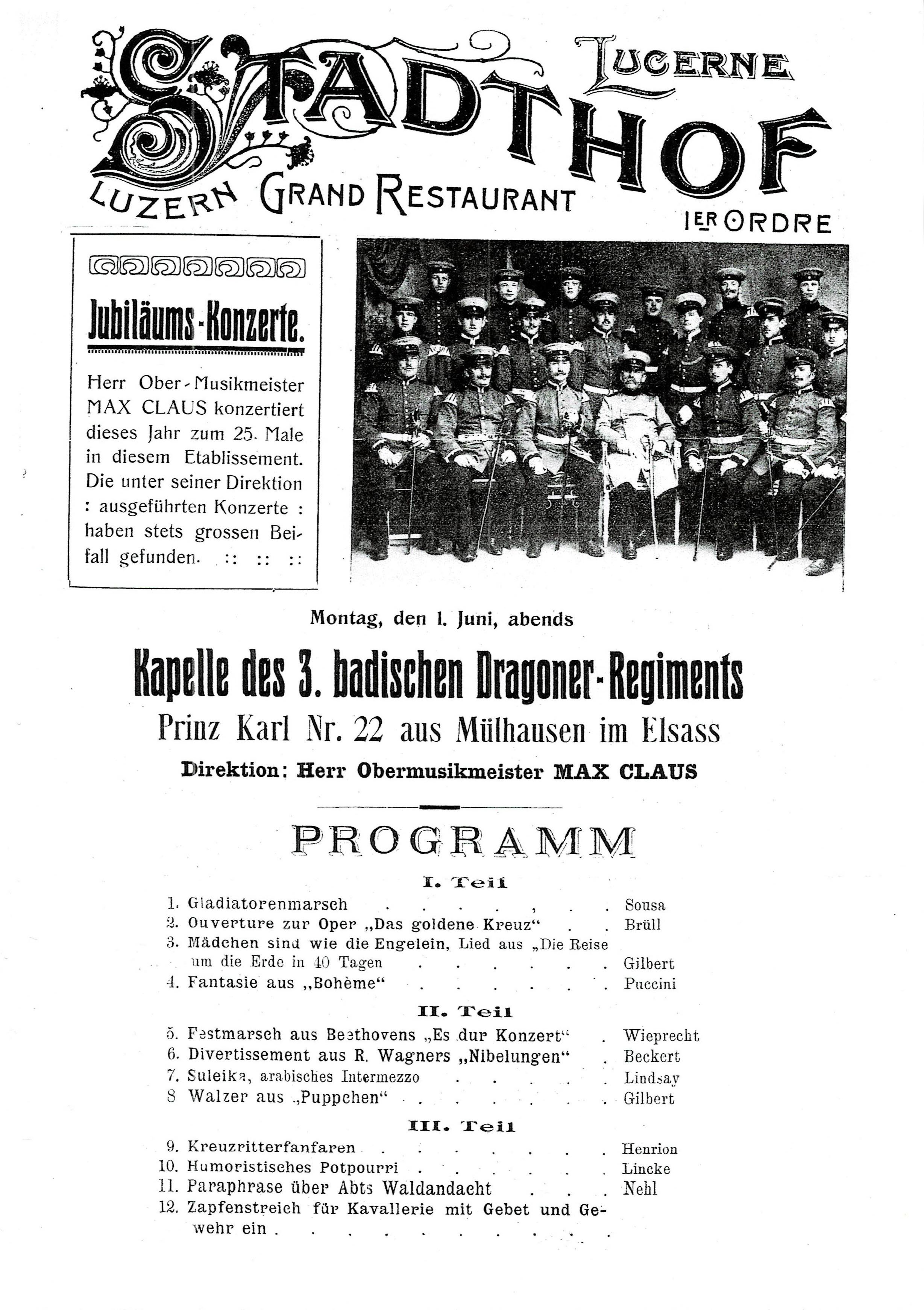
Programmblatt des Jubiläums-Konzerts am 1. Juni 1908 in Luzern

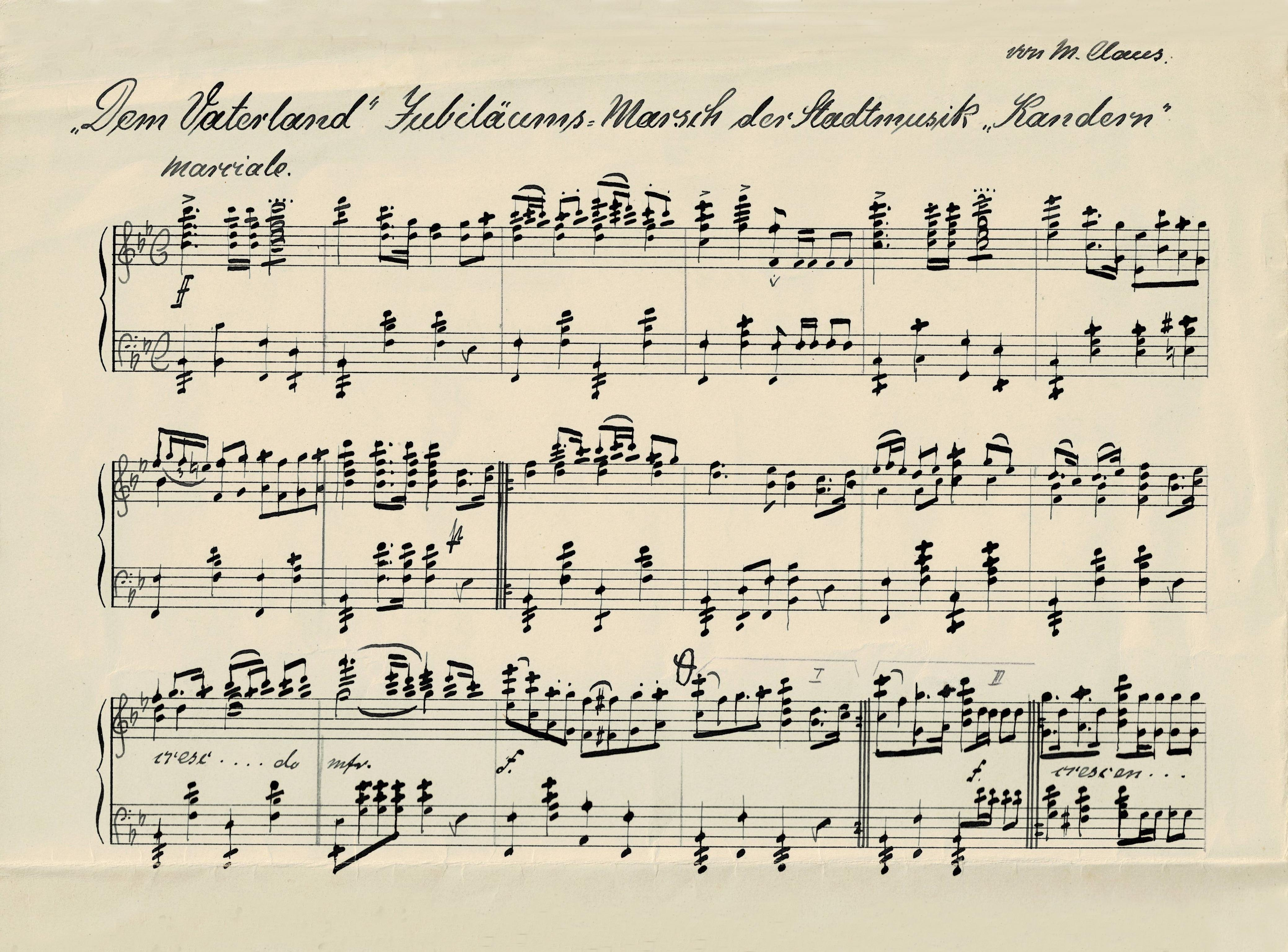
Beginn Jubiläums-Marsch „Dem Vaterland“ von Max Claus, komponiert 1926 für die Stadtmusik Kandern

Max Claus (* 21. Mai 1856 in Pritschöna, Ortsteil von Schkopau; † 19. Oktober 1937 in Erfurt) war Stabstrompeter und Ober-Musikmeister der Badischen Dragoner in Mülhausen/Elsass.

## Leben
Ab 1882 war Max Claus Trompeter im Thüringischen Husaren-Regiment Nr. 12 in Merseburg. Dem folgte ein dreijähriges Studium an der Hochschule für Musik Berlin mit musikalischem und militärischem Examen für Militärmusik im Jahr 1886. Anschließend wurde er musikalischer Korpsführer im Feldartillerie-Regiment Nr. 4 und Nr. 11 in Burg bei Magdeburg. Dieses Amt hatte er von 1886 bis 1890 inne. Anschließend wurde er Stabstrompeter der Badischen Dragoner (3. Badisches Dragoner-Regiment „Prinz Karl“ Nr. 22) in Mülhausen/Elsass und wurde 1898 zum „Königlichen Musikdirigenten“ unter Oberst Brinckmann, dem Kommandeur der Badischen Dragoner in Mülhausen/Elsass, ernannt. Eine weitere Ernennung zum Ober-Musikmeister der Badischen Dragoner in Mülhausen/Elsass erfolgte etwa 1899. Zahlreiche erfolgreiche Konzerte der Dragonerkapelle in Mülhausen/Elsass folgten. Max Claus unternahm bis 1914 mit der Dragonerkapelle auch ausgedehnte Konzertreisen in Süddeutschland und in der Schweiz mit sehr guten Berichten in der örtlichen und überregionalen Presse.
Bei Beginn des Ersten Weltkriegs 1914 wurde das 3. Badische Dragoner-Regiment „Prinz Karl“ Nr. 22 in die Badischen Infanterie Ersatz-Bataillone Nr. 142 und Nr. 170 übernommen. Während des gesamten Ersten Weltkriegs von 1914 bis 1918 war Max Claus mit seinem Regiment beim militärischen Nachschub, im Meldedienst und ähnlichen Diensten eingesetzt. Nachdem im Jahr 1919 das 3. Badische Dragoner-Regiment „Prinz Karl“ Nr. 22 in das 18. Reiter-Regiment (4. Eskadron) eingegliedert wurde, folgte ebenfalls im Jahr 1919 die Ausweisung von Max Claus als sogenannter Altdeutscher gemäß Versailler Vertrag aus dem Elsass nach Schweighof (Badenweiler) in Deutschland.
Nach Ausscheiden aus dem aktiven Militärdienst etwa 1925 fand Max Claus bei seinen Kindern in Erfurt eine zweite Heimat.

## Kompositionen
Außer vielseitiger Musik für Trompeter-Corps und Militärkapelle hat Max Claus für seine öffentlichen Konzerte vielerlei Transkriptionen und Arrangements klassischer Musik zur Aufführung durch Militärkapellen usw. geschaffen.
Auch als kompetenter Preisrichter bei Eidgenössischen Musikfesten hat er seine musikalischen Fachkenntnisse unter Beweis gestellt.

### Überlieferte Kompositionen
- „Prinz Karl Dragoner-Marsch“ zum 50-jährigen Bestehen des Regiments, 1900, Opus 20, für Cavallerie- oder Infanterie-Orchester – Tondokument und Video unter[3]
- Männerchor zu 4 Stimmen: „Gut Heil zum Stiftungsfeste“ Opus 21, zum 25-jährigen Stiftungsfest des Turnvereins Mülhausen i. E.
- Jubiläums-Marsch: „Dem Vaterland“ komponiert für die „Stadtmusik Kandern 1876“
- Lied: „Im Elsass“, für Chor zu 4 Stimmen mit Streich- oder Blas-Quartett
- Männerchor zu vier Stimmen: „Im Schwarzwald“ der Gemeinde Schweighof zur freundlichen Erinnerung gewidmet

## Auszeichnungen
Max Claus wurden 13 Orden und Ehrenzeichen verliehen, darunter:
- Regierungs-Jubiläums-Medaille von 1902 des Großherzogs Friedrich von Baden im Jahr 1902
- Prinzregent-Luitpold-Medaille 1905 „In Treve fest“ im Jahr 1910
- Friedrich Großherzog von Baden Verdienstmedaille in Silber im Jahr 1906
- Eisernes Kreuz II. Klasse, ca. 1917
- Badische Karl Friedrich-Militär-Verdienstmedaille in Gold im Jahr 1917
- Kriegsdenkmünze 1914/18 „Für Treue im Weltkrieg: Der Kyffhäuserbund und die deutschen Landes-Kriegerverbände“ im Jahr 1925

## Familie
Max Gottlob Emil Claus lebte von 1856 bis 1937. Er heiratete in Lössen (Schkopau) 1884 Wilhelmine Haring und hatte mit ihr vier Kinder. 1893 starben seine Frau und auch das 4. Kind in Mülhausen/Elsass. Er heiratete wieder in Egg ZH bei Zürich 1897 Emma Dolder und hatte mit ihr zwei Kinder.
In Folge des Versailler Vertrags wurde Max Claus mit seiner Familie 1919 aus dem Elsass ausgewiesen und enteignet. Er musste sein Haus mit Grundbesitz in Mülhausen dem Staat zurücklassen.

## Information
Das Landesarchiv Baden-Württemberg besitzt zahlreiche originale Akten des einstigen 3. Badischen Dragoner-Regiments „Prinz Karl“ Nr. 22. Im Generallandesarchiv Karlsruhe werden diese Akten unter dem Bestand 456 F 77 aus der Zeit von 1869 bis 1920 verwahrt.
Der in 189 Aktenbündel (Faszikel) unterteilte Bestand gestattet es, die Aktivitäten des Regiments vor und während des Ersten Weltkriegs zu studieren, aber auch Informationen über die Auflösung des Regiments im Jahr 1920 zu erhalten. Der Bestand hat einen Aktenumfang von 4,2 laufenden Metern und kann im Archiv eingesehen werden. Über das Internet sind die Titel der 189 Aktenbündel aufrufbar.